# Gaurotes perforata
Gaurotes perforata är en skalbaggsart som beskrevs av Holzschuh 1993. Gaurotes perforata ingår i släktet Gaurotes och familjen långhorningar. Inga underarter finns listade i Catalogue of Life.